# Moulé
Moulé är en ort i Burkina Faso.   Den ligger i regionen Sud-Ouest, i den sydvästra delen av landet, 250 km sydväst om huvudstaden Ouagadougou. Moulé ligger 354 meter över havet och antalet invånare är 173.
Terrängen runt Moulé är huvudsakligen platt. Moulé ligger uppe på en höjd. Närmaste större samhälle är Diébougou, 6,0 km öster om Moulé.
Omgivningarna runt Moulé är huvudsakligen savann. Runt Moulé är det ganska tätbefolkat, med 75 invånare per kvadratkilometer.